# Марфа Алексеевна
Марфа Алексеевна, в монашестве Маргарита (26 августа 1652 — 19 июня 1707) — русская царевна, дочь царя Алексея Михайловича и его первой супруги Марии Ильиничны, старшая родная сестра царей Фёдора III и Ивана V Алексеевичей и единокровная старшая сестра царя Петра I.

## Биография
Крещена 4 сентября 1652 года в Чудовом монастыре. Имя «Марфа» было для Романовых фамильным — так звались её прабабушка инокиня Марфа и рано умершая тетка Марфа Михайловна.
В детстве к ней была приставлена наставница Авдотья Пыпина, обучавшая Марфу грамоте, чтению по Часослову и Псалтыри.

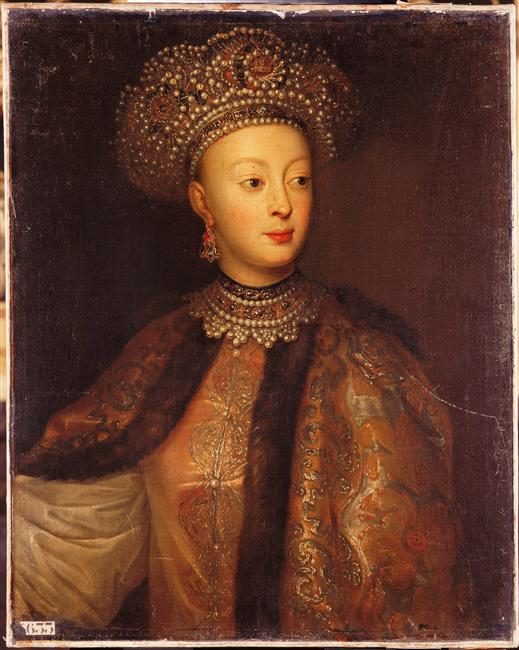
Портрет Марфы Фёдоровны Барятинской в русском платье (1699—1702), Matthäus des Angles

В 1689 году её сестра царевна Софья во время конфликта с братом Петром посылала её к царю. Так, Фуа де ла Нёвилль пишет: «Царевна также поддержала этот запрет. Но стрельцы не придали ему большого значения и явились в Троицу, чтобы убедить Петра в своей верности. Рассудив об этом и узнав, что большая часть бояр перешла на сторону Петра, она решила примириться с ним. Ввиду этого она послала к своему брату двух своих теток по отцу, царевен Анну Михайловну, Татьяну Михайловну и одну из своих сестер, Марфу Алексеевну».
В Версале и Шарлоттенбургском дворце в Берлине хранятся одинаковые портреты молодой женщины в богатейшем русском платье, аналогичном одеянию царевны Марфы на близком по стилю её портрете с собачкой и ранее считавшиеся изображением царевны Софьи. В последние годы эти портреты переатрибутированны искусствоведами как «Портрет жены московского посла (Андрея Матвеева) в жемчужном головном уборе» 1702 года (Версаль) и «Марфа Федоровна Барятинская, вторая жена русского посла Матвеева в Лондоне, 1699» (Шарлоттенбург) авторства Matthäus des Angles.

### В Александрове
В 1698 году за сочувствие и помощь своей сестре царевне Софье была пострижена в Успенском монастыре в Александровой слободе под именем «Маргариты». Живя в монастыре, она продолжала переписываться с сёстрами. В 1706 году проездом к матери её тайно посетил племянник, царевич Алексей Петрович.
В 1698 году по приказу царя Петра I к Распятской церкви-колокольне были пристроены для неё палаты, сохранившиеся по сей день. В палатах при Распятской церкви-колокольне царевна жила до конца своих дней, и до нашего времени в покоях сохранились некоторые её личные вещи: изразцовая печь — образец печной майолики конца XVII века, икона «Страшный суд» 1696 года, настенные росписи и др.
В 1707 году Марфа Алексеевна умирает. Её похоронили в общей могиле на монастырском кладбище, однако приехавшие в 1712 году её сестры Мария и Феодосия распорядились перезахоронить её в особом склепе монастырской церкви Сретения Господня — небольшого одноглавого храма, построенного на территории кремля в XVII веке (через несколько лет Феодосию похоронят там же). До наших дней эта усыпальница не сохранилась.
Современная ей «Книга глаголемая описание о российских святых» упоминает Марфу Алексеевну в числе неканонизированных церковью святых.